# Sitting Ducks
Sitting Ducks bezeichnet eine Lithografie des Künstlers Michael Bedard (Lithograph) aus den späten 1970er Jahren. Das Bild zeigt drei Enten, die auf weißen Stühlen an einem Pool in der Sonne sitzen, eine der Enten bemerkt zwei Einschusslöcher in der Wand hinter ihnen. Dem Bild folgten weitere Lithografien, die ebenfalls die Enten behandeln. 1999 erschien ein Kinderbuch mit diesen Bildern und im Anschluss eine Computeranimationsserie.  2006 das frei auf der Vorlage basierende Kartenspiel Sitting Ducks Gallery, welches 2007 für den À-la-carte-Kartenspielpreis nominiert war.
Die englische Redewendung „to be a sitting duck“ bedeutet so viel wie „eine leichte Beute sein“.

## Buch
Krokodile produzieren Enten in einer Entenfabrik und schicken sie dann nach Ducktown, wo sie glücklich leben. Dabei werden sie jeden Tag dicker, bis sie eines Tages von den Krokodilen gefressen werden. Eine Ente, die sich mit einem Krokodil anfreundet, erfährt, dass die Enten ihrem Schicksal entkommen könnten, wenn sie weniger fräßen und so wegfliegen könnten.

## Fernsehserie

### Inhalt
Die Ente Bill und das Krokodil Aldo sind befreundet, doch die Freundschaft ist schwer belastet, da Aldo mühsam versucht, keine Enten zu fressen. Und auch wenn sie durch die Stadt gehen, ist es immer schwer, weil sehr viele Enten Angst vor Aldo haben und andere Krokodile Bill fressen wollen. So treten beide aus ihren gewöhnlichen Rollen heraus.

### Veröffentlichung
2001 produzierte Universal Studios eine Computeranimationsserie zum Kinderbuch. Die Serie wurde vom 13. September 2001 bis zum 10. März 2002 durch Cartoon Network in den USA erstausgestrahlt und unter anderem ins Japanische, Französische und Portugiesische übersetzt. Die 25-minütigen Folgen bestehen aus zwei Teilfolgen.
Auf Deutsch wurde die Serie vom Sender KI.KA erstmals vom 5. April 2002 bis zum 23. April 2002 ausgestrahlt. Für Buch und Regie zeichnete Eberhard Storeck verantwortlich. Eine DVD mit acht Halb-Episoden erschien im November 2002. Die ersten 16 Geschichten sind auch als Hörspiel erschienen, jeweils vier Geschichten pro Hörspiel-Folge. Die Rolle des Erzählers übernahm dort Thomas Karallus.

### Sprecher
| Figur           | Originalsprecher             | Deutscher Sprecher                    | Beschreibung                   |
| --------------- | ---------------------------- | ------------------------------------- | ------------------------------ |
| Bill            | Ian James Corlett            | Oliver Böttcher                       |                                |
| Ed              | Louis Chirillo               | Jan-David Rönfeldt                    |                                |
| Aldo            | Dave Ward                    | Claus Wilcke                          |                                |
| Oly & Watschel  | Dan Carlino & Carlos Jr. Cox | Guido Zimmermann & Konstantin Graudus |                                |
| Fred            | Phil Hayes                   | Peter Weis                            |                                |
| Babs            | Monique Beatty               | Marion von Stengel                    | Besitzerin des Cafés Lockvogel |
| Dr. Oscar Cecil | Roland Poindexter            | Wolf Frass                            | Zahnarzt                       |
| Hilda Cecil     | Eric Coleman                 | Sabine Hahn                           | Oscars Frau                    |
| Raoul           | Dan Cross                    | Robert Missler                        | Krähe                          |
| Jerry           | Chris Spry                   | Eberhard Storeck                      | Bills Papagei                  |